# Peter Graw
Peter Graw (* 13. Juni 1950) ist ein ehemaliger deutscher Eishockeyspieler, der fast 20 Jahre lang für den EC Hannover in der zweit- und dritthöchsten Liga aktiv war.

## Karriere
Peter Graw stand im Alter von 16 Jahren erstmals im Kader der ersten Mannschaft des EC Hannover. Die Saison 1966/67 endete mit dem ersten Platz in der Regionalliga Nord und dem Aufstieg in die damals zweitklassige Oberliga, in der er bis 1971 für seinen Heimatverein spielte. Nach dem Abstieg schloss er sich zur Saison 1971/72 dem Oberligisten EC Deilinghofen (ECD) an, bei dem er vor allem wegen seiner Schnelligkeit auffiel. Da Hannover sein Wohnort blieb, wollte und konnte er nicht zu jedem Training anreisen, sodass es im Laufe der Spielzeit immer wieder zu Unstimmigkeiten mit seinem neuen Verein kam.
Abgesehen von einem Abstecher zum WSV Braunlage in der Saison 1975/76 blieb der ECD Graws einzige Station außerhalb seiner Heimat. Der Stürmer spielte noch bis 1985 für den EC Hannover. In der Spielzeit 1973/74 belegte er mit seinem Team den ersten Platz der Oberliga Nord, im Jahr 1981 stieg er in die 2. Bundesliga auf.

## Erfolge und Auszeichnungen
- 1967 Aufstieg in die Oberliga mit dem EC Hannover
- 1974 Meister der Oberliga Nord mit dem EC Hannover
- 1981 Aufstieg in die 2. Bundesliga mit dem EC Hannover